# آنو زنجو

آنو زنجو (به ژاپنی: 阿野 全成 あの ぜんじょう)؛ تولد ۱۱۵۳ – مرگ ۱ اوت ۱۲۰۳، در اواخر دوره هی‌آن و اوایل دوره کاماکورا، یک سانگها (راهب بودایی)، هفتمین پسر میناموتو نو یوشیتومو، برادر میناموتو نو یوریتومو نخستین شوگون از شوگون‌سالاری کاماکورا بود. او همسر آوا نو تسوبونه بود.
چهارمین پسر او آنو توکیموتو بود.